# پروفوندو ویل
شهر پروفوندو ویل (به فرانسوی: Profondeville) در شهرستان نمور  در استان نمور  در منطقه فدرال والوون در کشور بلژیک واقع شده‌است.

## نگارخانه

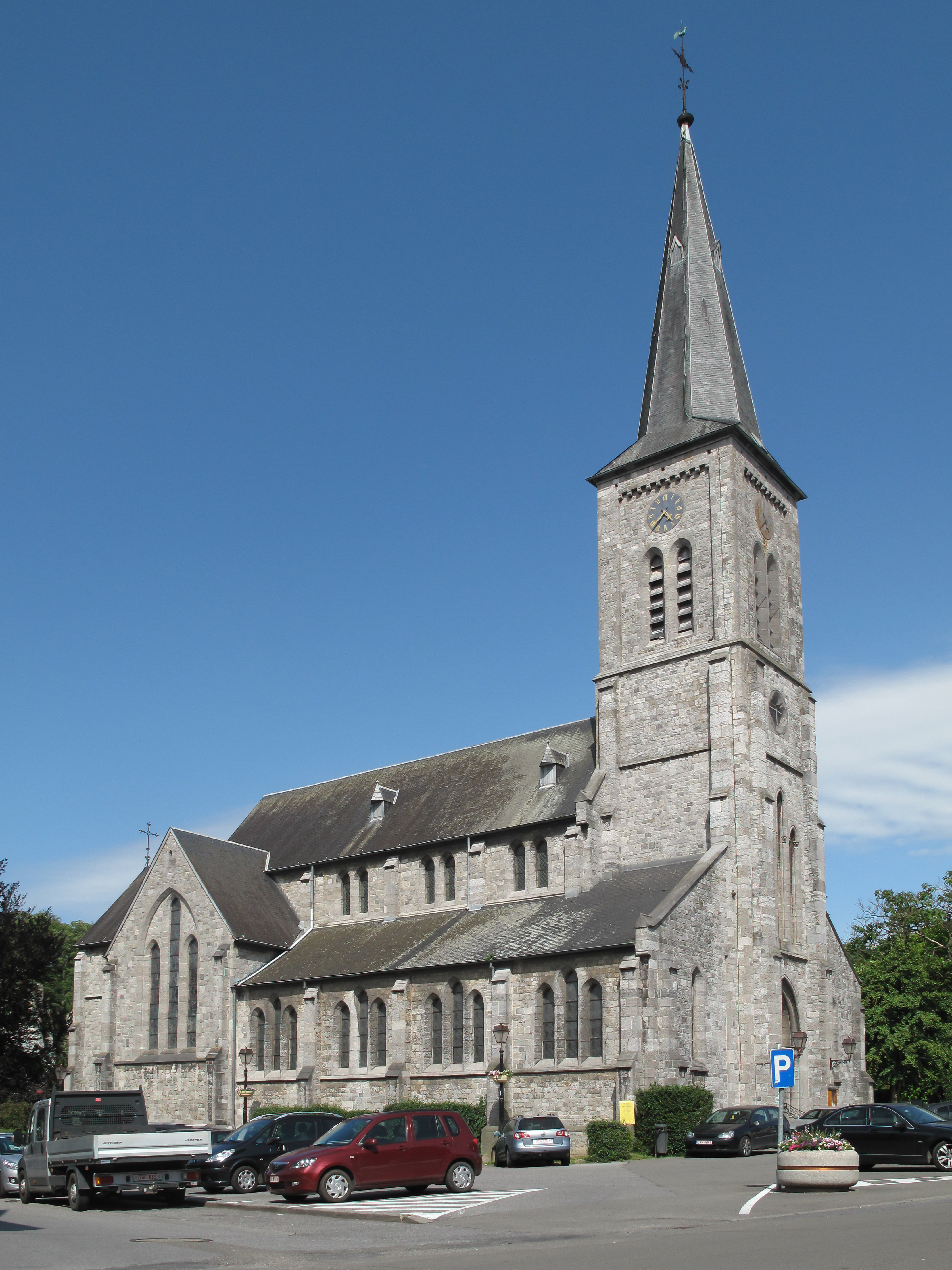
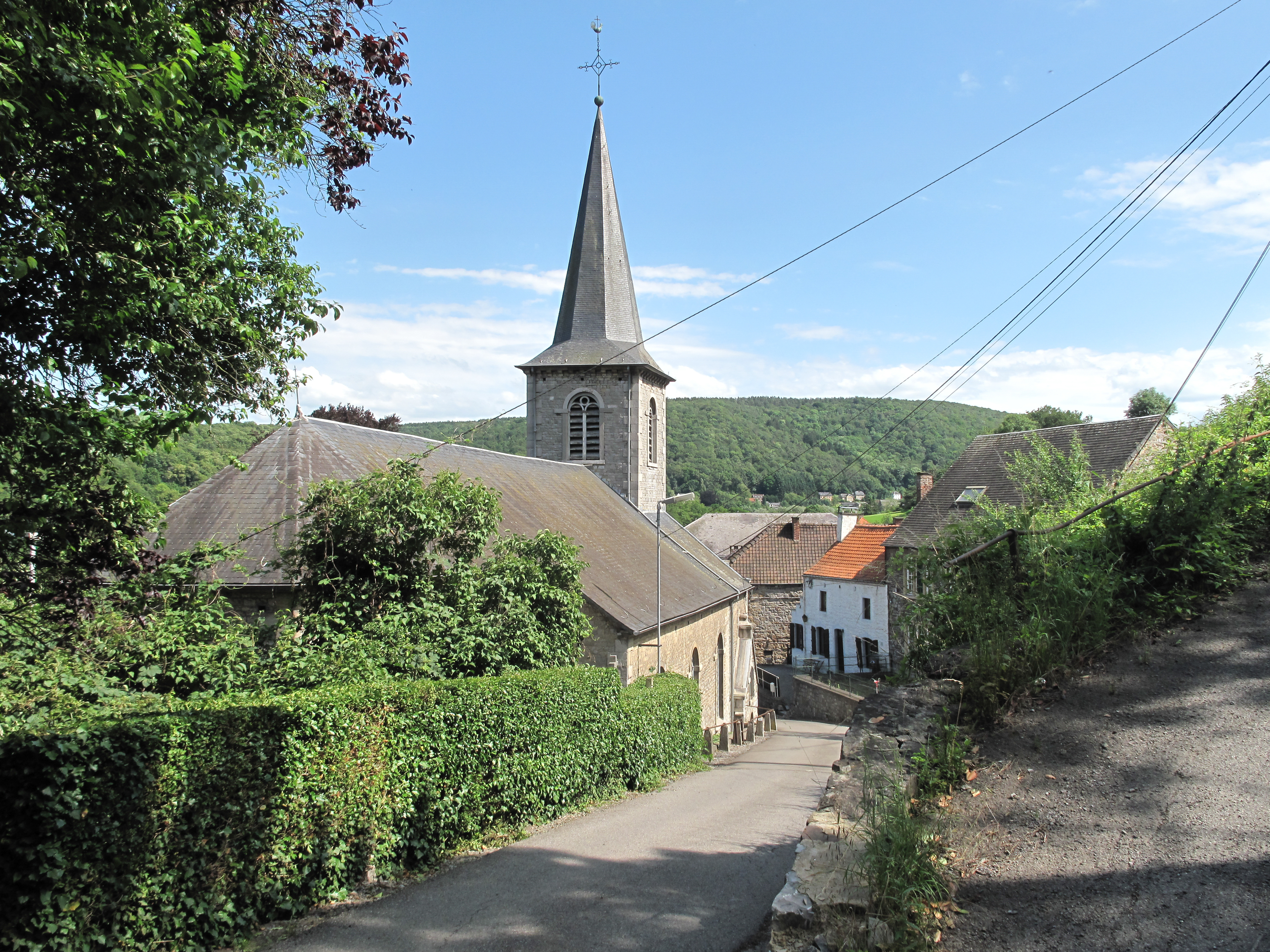